# Kirkop
Kirkop je malo mjesto na Malti. U ovom mjestu nalazi se tvornica STMicroelectronicsa čija proizvodnja čini oko 60% malteškog izvoza. Župna crkva posvećena mjesta je sv. Leonardu. Kirkop ima preko 2000 stanovnika. Lokalni nogometni klub je Kirkop United koji trenutno igra u trećoj malteškoj ligi.

## Glavne ulice u Kirkopu
- Triq Ħal Safi (Safi Road)
- Triq il-Belt Valletta (Valletta Road)
- Triq il-Lewżiet (Almonds Street)
- Triq ir-Ramlija (Sandy Street)
- Triq l-Industrija (Industry Street)
- Triq San Benedittu (St Benedict Street)
- Triq San Ġwann (St John Street)
- Triq San Nikola (St. Nicholas Street)
- Triq Santu Rokku (St Rocco Street)
- Triq Taż-Żebbiegħ (Taz-Zebbiegh Road)

- Engleski nazivi u zagradama

## Područja Kirkopa
- Bonu ż-Żgħir
- Il-Għadir  (The Lake)
- Menħir Estate (Menhir Estate)
- Ta' l-Aħfar
- Ta' l-Iblieq
- Tal-Fieres
- Tar-Robba
- Tas-Sienja

- Engleski nazivi u zagradama

## Zbratimljena mjesta
- Rousset u Francuskoj.[1]

## Vanjske poveznice
- Lokalno vijeće Kirkopa  Arhivirana inačica izvorne stranice od 28. svibnja 2007. (Wayback Machine)